# 盛庄街道
盛庄街道是中华人民共和国山東省临沂市罗庄区下辖的一个街道办事处。

## 行政区划
盛庄街道下辖以下村级行政区划单位：
尚屯社区、后盛庄社区、前盛庄社区、电厂社区、红土屯社区、十里堡社区、大埠东社区、湖西崖北社区、湖西崖西社区、湖西崖东社区、大白衣庄社区、前崔庄社区、后崔庄社区、潘庄社区、沙埠庄社区、营子社区、魏三岗社区、林村社区、杜三岗社区、三岗店子社区、齐庄社区、沂滨社区、白庄社区、三岗社区、八块石社区、龙湾社区、双月社区、花埠圈村。